# 亨利四世堤岸
亨利四世堤岸（Quai Henri-IV）是巴黎第四区的一条街道，塞纳河的一段河岸。始于 boulevard Morland 1号，止于苏利桥（Pont de Sully）和亨利四世大道（boulevard Henri-IV）2号。长500 米，宽20 米。